# Shahrestān di Aligudarz
Lo shahrestān di Aligudarz (in farsi شهرستان الیگودرز) è uno dei 10 shahrestān del Lorestan, il capoluogo è Aligudarz. Lo shahrestān è suddiviso in 3 circoscrizioni (bakhsh):
- Centrale (بخش مرکزی)
- Roz o Mahru (بخش زز و ماهرو)
- Besharat (بخش بشارت)